# Margaux Henry
Pour les articles homonymes, voir Henry.
Margaux Henry, née le 14 juin 1997, est une céiste française.

## Carrière
Elle est médaillée d'or aux Championnats du monde de slalom (canoë-kayak) 2017 à Pau en canoë biplace mixte avec Yves Prigent.